# Tridactylus capensis
Tridactylus capensis is een rechtvleugelig insect uit de familie Tridactylidae. De wetenschappelijke naam van deze soort is voor het eerst geldig gepubliceerd in 1877 door Saussure. De soort komt voor aan Kaap de Goede Hoop.